# Вторая бременская война
Вторая бременская война (швед. Andra bremiska kriget) — война между Швецией и Бременом, начавшаяся в 1665 году в связи с нерешённым во время Первой бременской войны вопросом о статусе Бремена.
Швецию и Бремен связывали сложные взаимоотношения. После смерти Карла X Густава город отказался принести поздравления малолетнему Карлу XI по поводу его вступления на престол, кроме того, в 1663 году, несмотря на протесты Швеции, Бремен получил место и голос в имперском рейхстаге. К лету 1664 года недовольство шведов возросло до такой степени, что начали появляться слухи о скорой войне.
В конце 1664 года Швеция потребовала от Бремена принести поздравления Карлу XI и признать нарушения Штадского рецесса. Город выставил шведам встречные претензии.
28 июля 1665 года шведский риксрод, воспользовавшись тем, что внимание Англии и Нидерландов было отвлечено новой англо-голландской войной, принял окончательное решение о начале войны с Бременом. Однако речь шла не о формальном нападении, а всего лишь о блокаде города. Началась подготовка к военной кампании.
Шведские войска при штормовой погоде были переправлены в Германию лишь в декабре. Всего под началом шведского главнокомандующего Карла Густава Врангеля оказалось 11 тыс. человек. В январе 1666 года шведская армия двинулась к Бремену, который был прекрасно укреплён и имел сильный гарнизон.
Блокада города оказалась малоэффективной. Одновременно некоторые германские князья начали собирать армии для защиты Бремена. В этих условиях Швеция была вынуждена пойти на переговоры.
15 ноября 1666 года между Бременом и Швецией был заключён Габенгаузенский договор, согласно которому за Бременом признавалось право подчиняться непосредственно германскому императору, однако его представители до 1700 года не должны были присутствовать на рейхстагах. Налоги, выплачивавшиеся городом, должны были идти как в шведскую, так и в имперскую казну. Швеция же обязалась срыть возведённые ею возле Бремена укрепления и в возможных конфликтах с городом не прибегать более к оружию.